# Операція «Даунфол»
Операція «Даунфол» (англ. Operation «Downfall») — план вторгнення Союзників (головним чином, військ США) в Японію в кінці Другої світової війни. Операція була скасована після капітуляції Японської імперії через ядерне бомбардування Хіросіми і Нагасакі і вступу Радянського Союзу у війну проти неї.
Операція повинна була складатися з двох частин: операцій «Олімпік» (Olympic) і «Коронет» (Coronet). В ході операції «Олімпік», початок якої було заплановано на жовтень 1945 року, з використанням недавно окупованої Окінави як плацдарму, повинна була бути захоплена південна третина одного з головних японських островів, Кюсю. Пізніше, навесні 1946 року, на оточуючу Токіо рівнину Канто, острів Хонсю, в ході операції «Коронет» мав висадитися десант, підтримуваний з Кюсю авіацією.
Географія Японії робила план вторгнення очевидним для японського командування, воно підготувало план оборони — операцію «Кецуго» (決号作戦). Японці планували тотальний захист острова Кюсю, виділивши в цих цілях більшу частину резервів.
Прогнози можливих втрат при здійсненні операції розрізняються, однак, як вважається, вони були б надзвичайно високі: залежно від ступеня участі в бойових діях японських цивільних осіб, вони могли б обчислюватися мільйонами для Союзників і десятками мільйонів для японців.

## Розробка
Відповідальність за планування операції «Даунфол» лягла на американських воєначальників: адмірала флоту Честера Німіца, генерала армії Дугласа Макартура та членів Об'єднаного комітету начальників штабів — адміралів флоту Ернеста Кінга і Вільяма Ліхі, генералів армії Джорджа Маршалла і Генрі Арнольда (останній очолював ВПС США). У той час розробка атомної бомби велася в найсуворішому секреті під контролем декількох високопоставлених чиновників; офіцери, які планували вторгнення в Японію, не знали про існування Манхеттенського проекту.
Протягом всієї війни на Тихому океані, на відміну від Західноєвропейського фронту, Союзники не могли домовитися про те, хто стане верховним головнокомандувачем на цьому театрі бойових дій. Командування було розділено по регіонам: наприклад, в 1945 році в Тихоокеанському районі англ. Pacific Ocean Areas військами Союзників керував верховний головнокомандувач англ. Commander-in-Chief Честер Німіц, в той час як на Південно-західному театрі Тихого океану англ. South West Pacific theatre верховним головнокомандувачем англ. Supreme Commander був Дуглас Макартур. Вторгнення в Японію, однак, вимагало єдиного командування. Протистояння між різними родами військ — ВМС США хотіли бачити на цій посаді Німіца, в той час, як армія США висувала Макартура — було таким запеклим, що могло зірвати планування. Зрештою, ВМС погодилися на верховне командування Макартура, якщо в цьому виникне необхідність.

### Обговорення
Найбільшу увагу, при плануванні, було зосереджено на часі і жертвах: необхідно змусити Японію капітулювати в найкоротші терміни, з мінімально можливими втратами для військ Союзників. До Квебекської конференції 1943 року спільна американо-британська комісія розробляла план «Оцінка та проектування розгрому Японії» англ. Appreciation and Plan for the Defeat of Japan, який не передбачав висадку на японські острови до 1947–1948 років. Американський Об'єднаний комітет начальників штабів, навпаки, вважав затягування війни до такої міри, небезпечним для національного бойового духу. На Квебекській конференції ОКНШ вирішив, що Японія повинна бути примушена до капітуляції не пізніше ніж через рік після того, як це зробить Німеччина.
ВМС США закликали використовувати блокаду і авіаудари. Вони запропонували операції по захопленню Кореї і територій авіабаз поблизу Шанхаю, для використання їх бомбардувальниками. З іншого боку, армія США стверджувала, що така стратегія затягне війну на невизначений термін і призведе до невиправданих людських втрат, тому вона вважала за необхідне безпосереднє вторгнення на основні острови Японського архіпелагу. Зрештою, перемогла точка зору армії.
Географічно, Японія представляла важку мету з нечисленними пляжами, придатними для вторгнення. Тільки південний з основних японських островів, Кюсю, і Регіон Канто (на північний захід і схід від Токіо) підходили для десантування. Союзники вирішили почати вторгнення в дві стадії: в ході операції «Олімпік» повинен бути атакований острів Кюсю; там будуть створені авіабази, літаки з яких підтримають операцію «Коронет» по висадці десанту в Токійській затоці.

### Припущення
Тоді як географія Японії була відомою і незмінною, американські військові планувальники могли тільки оцінювати з якою обороною доведеться зіткнутися наступаючим. Ґрунтуючись на розвідданих, доступних на початку 1945 року, їхні припущення включали наступне:
- «Проведенню операції в даній місцевості буде перешкоджати не тільки присутні там імперські збройні сили, а й фанатично налаштоване населення.»[8]
- «Приблизно три дивізії будуть розташовані на південному Кюсю, а ще три — на північному Кюсю на момент початку операції  Олімпік .»[8]
- «Загальна чисельність військ захисників, які можуть бути зібрані для операції проти Кюсю не перевищить від восьми до десяти дивізій, і ця кількість буде дуже швидко досягнута.»[8]
- «Приблизно двадцять одна дивізія захисників, включаючи резервні дивізії, перебуватимуть на Хонсю на початку операції Коронет і чотирнадцять з цих дивізій можуть бути розгорнуті в районі рівнини Канто.»[8]
- "Ворог може відвести свою авіацію наземного базування з азійського материка для захисту від наших нейтралізуючих атак. При таких обставинах він може зібрати від 2000 до 2500 літаків в цьому районі за умови напруження всієї економіки, і ці сили можуть діяти проти десантів на Кюсю використовуючи аеродроми на власній території. "[8]

### «Олімпік»

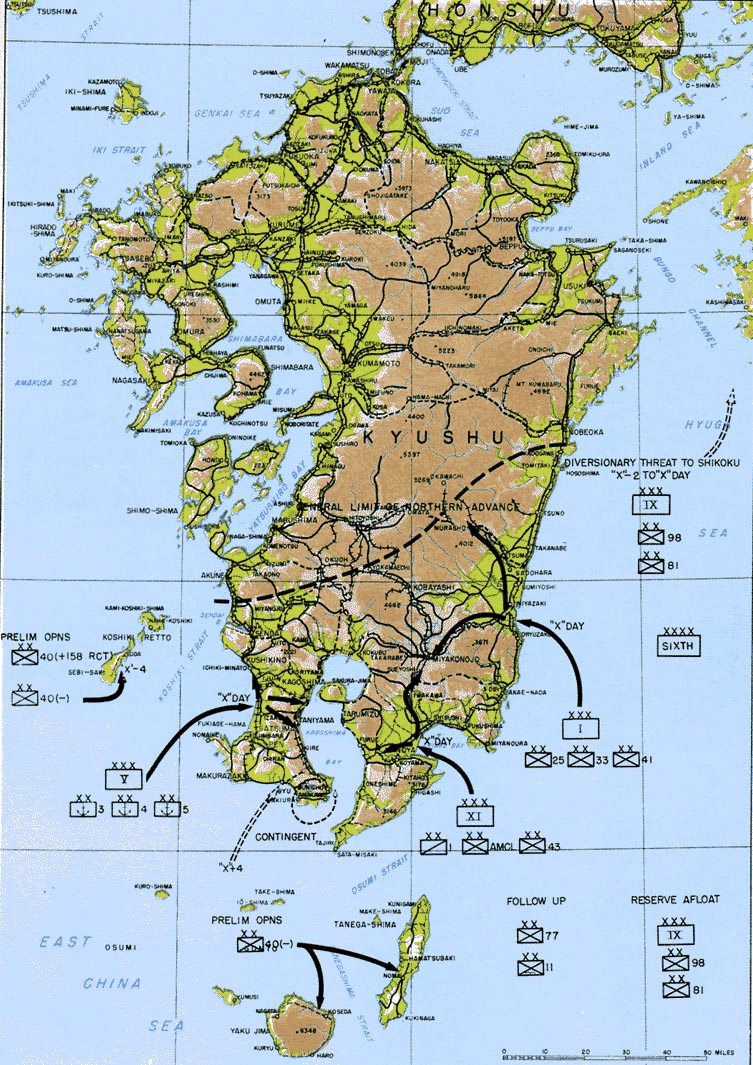
Операція Олімпік, наступ на південну Японію.

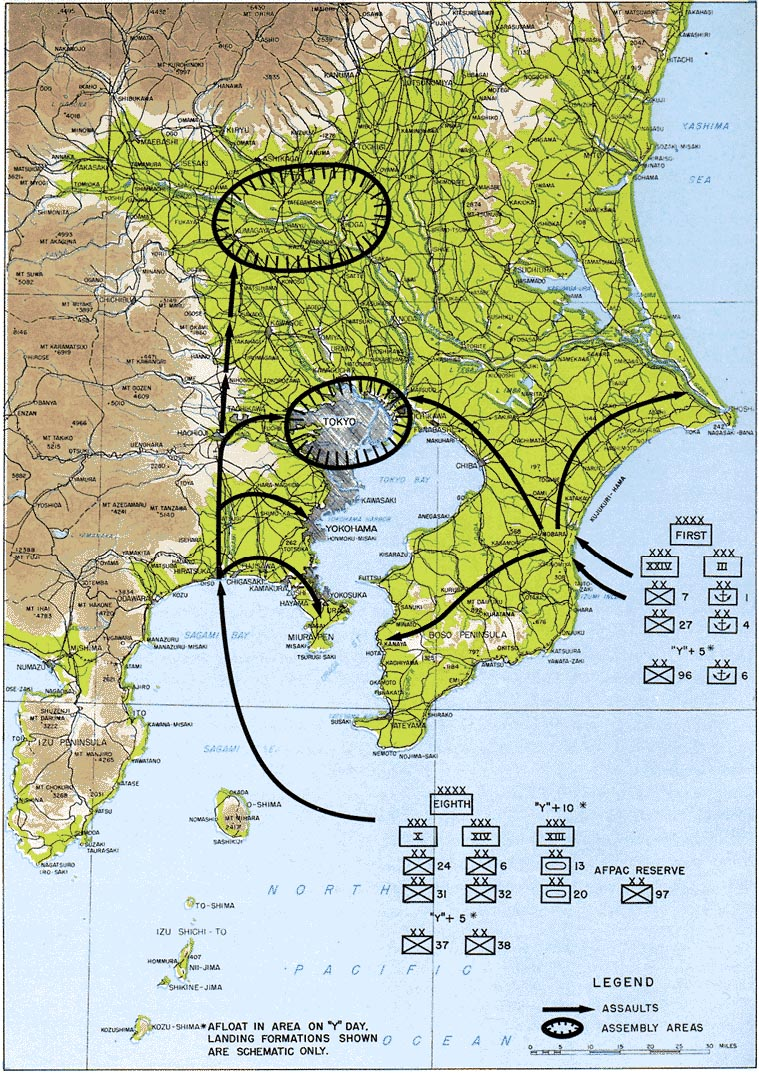
Операція Коронет, план захоплення Токіо.

Операція  Олімпік , вторгнення на Кюсю, повинна була початися в «день Х», який був призначений на 1 листопада 1945 року. Об'єднаний флот Союзників мав стати найбільшим з коли-небудь зібраних, він повинен був включати сорок два авіаносця, двадцять чотири лінкори і чотири сотні ескадрених і ескортних міноносців . Чотирнадцять американських дивізій мали взяти участь у перших десантах. Використовуючи Окінаву як плацдарм, метою операції було захоплення південної частини Кюсю. Захоплена територія мала стати майбутнім плацдармом для атаки на Хонсю в рамках операції  Коронет .
 Олімпік  також включав план дезінформації, відомий як операція  Пастель .  Пастель  мала на меті переконати японців, що Об'єднаний штаб відмовився від планів по безпосередньому вторгненню на територію Японських островів, а замість цього планує оточити і проводити бомбардування Японії. Ця операція нібито передбачала захоплення баз на Формозі, на китайському узбережжі і в акваторії Жовтого моря.
20-та повітряна армія продовжувала грати свою роль як головний виконавець стратегічних бомбардувань Союзників по Японським островам. Тактична авіаційна підтримка під час підготовки до вторгнення мала здійснюватися силами Далекосхідного повітряного флоту США англ. FEAF — з'єднанням, в яке входили 5-й, 13-й і 7-й повітряні флоти. FEAF відповідав за напади на японські аеродроми і транспортні артерії на Кюсю і півночі Хонсю (протока Каммон) і для досягнення та утримання переваги в повітрі над пляжами висадки.
До початку висадки повинна була проведена операція по захопленню островів Танегасіма, Яку і Косікідзіма, починаючи з X-5. Окінавськая операція продемонструвала важливість наявності безпечних якірних стоянок поблизу від місця висадки, що повинно було знизити втрати при десанті і від авіанальотів.
Кюсю повинна була захопити 6-та армія США в трьох точках — Міядзакі, Аріаке і Кусікіно. Якщо покласти годинник на карту Кюсю, ці точки відповідали б 4, 5 і 7 годинам відповідно. 35 пляжів, куди планувалося висадити десант, отримали назви за марками автомобілів: від  Остін ,  Бьюїк ,  Кадиллак  до  Штуц ,  Уінтон  і  Зефір . Враховуючи, що на кожну висадку планувалося використати по корпусу, планувальники вторгнення припускали, що чисельність американських військ перевищить японські з розрахунку три до одного. На початку 1945 року Міядзакі був фактично беззахисний, в той час як Арітаке з його прилеглої гаванню був добре укріплений. Хоча Кусікіно був укріплений слабо, його навколишня місцевість суттєво збільшила б час для висадки морських піхотинців, та досягнення успіху у наступі на позиції супротивника.
Передбачалося, що вторгнення охопить не весь острів, а тільки його південну третину до пунктирної лінії на карті, що відзначає  «спільний кордон наступу на північ» . Південний Кюсю мав стати плацдармом і доступною авіабазою для операції  Коронет .

### «Коронет»
Операція  Коронет  (англ. Coronet — вінець, корона) — вторгнення на Хонсю, та рівнину Канто, на південь від Токіо, мало розпочатися в «день Y», який був призначений на 1 березня 1946 року. Операція  Коронет  повинна була стати найбільшою морською десантною операцією в історії, в якій взяли б участь 25 дивізій, включаючи резерв, який був призначений для початкової стадії операції. Для порівняння, у наймасштабнішому з здійснених морських десантів — операції  Оверлорд , на початковому етапі висадки взяли участь 12 дивізій. 1-ша армія США повинна була висадитися на пляж Кудзюкурі, на півострові Бьосьо, в той час як 8-ма армія США повинна була вторгнутися біля міста Хірацука в затоці сагамі. Обидві армії потім повинні були наступати на північ, углиб острова, і з'єднатися в Токіо.

### Сили Союзників
В операції  Олімпік  мали бути задіяні ресурси, вже присутні в Тихому океані, в тому числі Британський Тихоокеанський флот, флот Співдружності, який включав як мінімум вісімнадцять авіаносців (що становило 25 % авіації Союзників) і чотири лінкора. Перший Австралійський тактичний повітряний флот брав участь у Філіппінській операції. Він, ймовірно, підсилив би міць американського ближнього повітряного прикриття над Японією. Планувалася велика передислокація для операції  Олімпік , підрозділи важких бомбардувальників, що складається з 10 ескадрилей, які планувалося перевести зі складу Бомбардувального командування Королівських ВПС в Європі на авіабазі Окінави.
У разі, якби для операції  Олімпік  знадобилися б підкріплення, вони могли б бути взяті з сил, зібраних для операції  Коронет , яка в свою чергу вимагала перекидання істотних сил Союзників з Європи, Південної Азії, Австралазії та інших місць. Вони включали 1-шу армію США (15 дивізій) і 8-й повітряний флот США, які знаходились в Європі. Ця передислокація повинна була проходити одночасно з масовою частковою демобілізацією солдат армії США, яка значно скоротила боєздатність бойових дивізій, з яких звільнялися найбільш досвідчені офіцери і солдати.
Американський історик Джон Рей Скейтс писав:

Американські планувальники враховували, спочатку, тільки можливість участі не американських сухопутних сил Союзників у вторгненні на рівнину Канто. Вони розраховували в своїх планах, що підрозділи у вторгненні, продовженні наступу і в резерві повинні бути американськими. Однак, у міру того, як плани коронети переглядалися влітку 1945 року, всі найбільші країни Антигітлерівської коаліції запропонували свої сухопутні війська, і на вищому рівні розгорнулися дебати щодо чисельності, завдань, озброєнь і постачання цих контингентів.
Оригінальний текст (англ.)
American planners took no note [initially] of the possibility that [non-US] Allied ground troops might participate in the invasion of the Kanto Plain. They published plans indicated that assault, followup, and reserve units would all come from US forces. [However, as] the Coronet plans were being refined during the [northern] summer of 1945, all the major Allied countries offered ground forces, and a debate developed at the highest levels of command over the size, mission, equipment, and support of these contingents .

Уряд Австралії запропонував включити підрозділи Австралійської армії в першу хвилю операції  Олімпік , але американські командувачі його відхилили. У наступних переговорах Союзників було прийнято рішення про створення корпусу Співдружності, який спочатку складався з піхотних дивізій з Австралійської, Британської і Канадської армій, який би узяв участь в операції  Коронет . Підкріплення мали надавати ці ж самі країни, а також інші частини Співдружності. МакАртур заблокував пропозиції включити дивізію Індійської армії, так як існували мовний бар'єр і відмінності в організації, складі, озброєнні, рівню підготовки і доктрині. Він також рекомендував, щоб корпус був організований аналогічно американським корпусам, використовував тільки американське озброєння і постачання, а також пройшов шестимісячну підготовку в США до початку операції; ці пропозиції були затверджені. Британський генерал-лейтенант сер Чарльз Кейтлі був запропонований на посаду командувача корпусом Співдружності. Австралійський уряд висловив побоювання щодо того, що цей генерал не мав досвіду бойових дій проти Японії і запропонували кандидатуру генерал-лейтенанта Леслі Моршіда на цю посаду. Війна закінчилася до того, як були прийняті всі рішення щодо корпусу Співдружності.

## Операція «Кецуго»

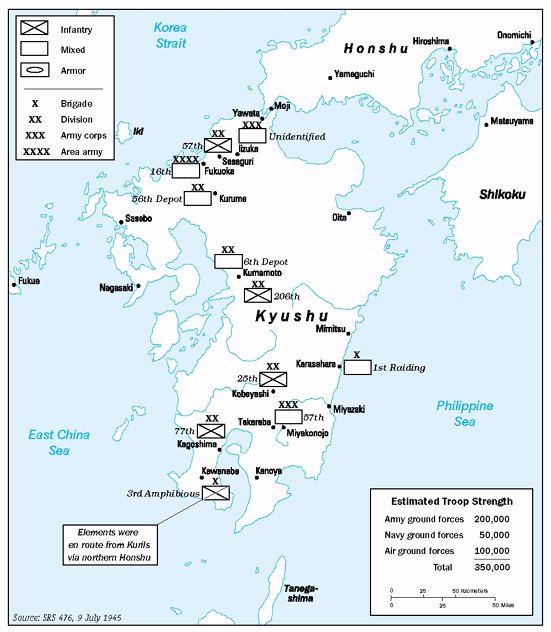
Американські оцінки розташування японських військ на Кюсю на 9 липня 1945

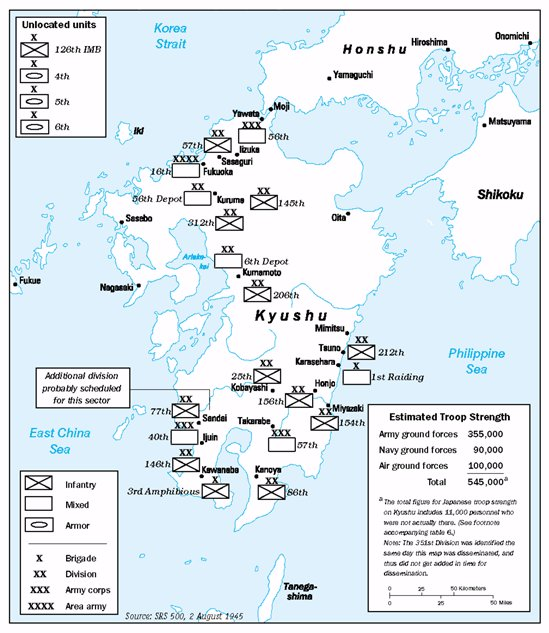
Американські оцінки розташування японських військ на Кюсю на 2 серпня 1945

Тим часом японці розробляли свої власні плани. Спочатку вони очікували вторгнення протягом літа 1945 року. Однак битва за Окінаву протривала занадто довго і вони зробили висновок, що Союзники не зможуть почати нову операцію до початку сезону тайфунів, під час якого погода занадто ризикована для проведення амфібійних операцій. Японська розвідка досить близько визначила плановані місця вторгнення: південний Кюсю в префектурі Міядзакі, затока Аріаке та півострів Сацума.
Незважаючи на те, що не було видно реалістичних варіантів перемоги у війні, японські лідери вважали, що вони можуть зробити так, що ціна завоювання Японії Союзниками стане занадто високою, і вони зможуть домовитися про перемир'я в тій чи іншій формі і уникнути тотального програшу. Японський план опору вторгненню отримав назву операція «Кецуго» (яп. 決号作戦, ketsugō sakusen) («Операція під кодовою назвою  Рішення »). У японців були підземні штабні бункери, які могли бути використані в разі вторгнення Союзників для захисту Імператора і Генерального штабу.

### Камікадзе
Адмірал Матоме Угакі був відкликаний до Японії в лютому 1945 року і прийняв командування 5-м повітряним флотом на Кюсю. 5-й повітряний флот був створений для проведення атак  Камікадзе  проти кораблів, протидіючи вторгненню на Окінаву, в операції  Тен-Го , і почав готувати пілотів і збирати літаки для захисту Кюсю, який, як очікувалося, повинен був стати наступною метою Союзників.
Японська оборона багато в чому будувалася на тактиці камікадзе. Крім винищувачів і бомбардувальників, були зібрані майже всі навчальні літаки для цієї місії, намагаючись кількістю компенсувати низьку якість техніки та підготовки пілотів. Армія і флот могли надати понад 10 000 літаків, готових до вильоту в липні (а до жовтня це число могло бути трохи вище), і планувалося використовувати усі, що могли досягти флотів вторгнення. Угакі також курирував будівництво сотень маленьких одноразових катерів, які також могли бути використані для атак судів Союзників біля узбережжя Кюсю.
Трохи менше 2000 літаків камікадзе проводили атаки під час битви за Окінаву, досягнувши в середньому одного попадання на дев'ять атак. На Кюсю, де були більш сприятливі умови (в тому числі рельєф місцевості, що утруднює роботу американських радарів), сподівалися досягти одного попадання на шість атак за рахунок перевантаження американської протиповітряної оборони великим числом атак камікадзе в одиницю часу. Японці розраховували, що літаками зможуть затопити понад 400 судів; вони почали тренувати пілотів вибирати цілями транспорти замість авіаносців і есмінців, в цьому випадку втрати Союзників мали бути непропорційно більше, ніж біля Окінави. Один із штабних офіцерів розрахував, що  камікадзе  можуть знищити від третини до половини сил вторгнення ще до висадки.

### Військово-морські сили
До серпня 1945 Імператорський флот Японії (IJN) уже не вдавав із себе ефективну військову силу. Боєздатні великі військові кораблі налічували шість авіаносців, чотири крейсера і один лінкор, для яких не вистачало палива. Його могло вистачити «на ескадру з двадцяти есмінців і близько сорока підводних човнів на кілька днів плавання».
Японський флот розташовував також близько 100 мініатюрних підводних човнів типу  Кьорю , 250 ще менших типу  Кайра , 400 керованих торпед  кайтен  і 800 катерів для камікадзе  синьо .

### Сухопутні війська
Проти амфібійних операцій сторона, що тримає оборону, може застосовувати дві стратегії — посилена оборона потенційних місць висадки десанту або глибока оборона. На початку війни (наприклад в битві за Тарава) японці воліли посилювати оборону пляжів, маючи малі, або не маючи взагалі резерви. Ця тактика виявилася вельми уразлива перед попереднім артилерійським бомбардуванням військовими кораблями. На пізніх етапах війни, в боях за Пелеліу, Іводзіму, і Окінаву японці змінили стратегію і зміцнювали захист в більш придатній для оборони місцевості.
Для захисту Кюсю японці планували застосувати змішану стратегію, розташувавши значну частину оборонних ресурсів на кілька кілометрів углиб острова, що цілком достатньо, з одного боку, для уникнення повного розгрому від морської артилерії, а з іншого, значно б ускладнило американцям зайняття безпечного плацдарму для подальшого наступу після висадки. Війська, які повинні були протистояти наступові, були відсунуті назад, готові до перекидання туди, де опиниться головний напрямок десанту.
У березні 1945 року на Кюсю знаходилася тільки одна боєздатна дивізія. Через чотири місяці Імператорська армія перекинула на острів війська з Маньчжурії, Кореї і північної Японії, значно збільшивши контингент. До серпня на острові перебувало вже чотирнадцять дивізій і різних менших підрозділів, у тому числі три танкові бригади, загальною чисельністю 900 000 осіб. Незважаючи на те, що японці могли збільшити чисельність військ за рахунок новобранців, однак озброїти додаткові підрозділи було вже проблематично. В серпні японська армія мала у своєму розпорядженні еквівалентом 65 дивізій на Японських островах, але озброєнь вистачало тільки на 40, а боєприпасів на 30.
Японці формально не приймали рішення робити всі ставки на оборону Кюсю, однак вони сконцентрували свої ресурси там до такої міри, що в резерві б залишалося дуже небагато. За однією з оцінок війська на Кюсю мали в розпорядженні 40 % всіх боєприпасів на Японських островах.
Крім того, японці створили Корпус народного ополчення, до якого увійшли всі здорові чоловіки віком від 15 до 60 років і жінки у віці від 17 до 40 років, і який налічував 28 мільйонів готових надати опір людей і, в кінцевому рахунку, бойових одиниць. Зброї, навчальних занять і уніформи в цілому не вистачало: деякі чоловіки були озброєні дульнозарядними мушкетами, довгими луками або бамбуковими списами, проте передбачалося, що вони зможуть воювати і з цим.
Одній з мобілізованих старшокласниць, Юкіко Касаї, видали шило і сказали: «Навіть вбивство одного американського солдата зробить справу.   …. Ти повинна цілитися в живіт».

## Союзницьке корегування «Олімпіка»

### Повітряна загроза
Військова розвідка США спочатку оцінювала кількість японських літаків близько 2500. Окінавській досвід був сумним — майже два убитих і деяка кількість поранених на бойовий виліт — на Кюсю наслідки б були ще важче. Для атаки кораблів у Окінави японські літаки повинні були пролетіти чималу відстань над відкритим водним простором; для атаки кораблів у Кюсю вони мали б летіти над сушею і на набагато більш коротку відстань до флотів висадки. З часом розвідники отримали дані про те, що японці планують всі свої літаки використовувати для тактики  камікадзе  і робили всі заходи, щоб зберегти їх до початку бою. За оцінками Армії США станом на травень у японців в розпорядженні було 3391 літаків; на червень 4862; на серпень 5911. За оцінками Флоту США, в яких не робилося відмінності між бойовими та навчальними літаками, в липні було 8750, а в серпні 10290 літаків.
Союзники розробили тактику протистояння камікадзе, відому як Велика блакитна ковдра. Згідно цій тактиці збільшувалося число винищувальних ескадрилей на авіаносцях замість торпедоносців і пікірувальників, а конвертовані B-17 отримували авіаційні радари, схожі за призначенням з сучасними системами AWACS. Німіц за планом попередніх маневрів висилав флот до пляжів вторгнення за кілька тижнів до початку десантних операцій, щоб японці підняли в повітря свої літаки з камікадзе, які повинні були виявити замість цінних вразливих транспортів військові кораблі, озброєні зенітною артилерією від носа до корми.
Але головним захистом від японських авіанальотів мали стати винищувальні армади, які збиралися на островах Рюкю. 5-й і 7-й повітряні флоти США і авіація морської піхоти повинні були бути перекинуті на острова негайно після вторгнення, повітряні сили повинні були нарощуватися при підготовці до повномасштабного вторгнення в Японію. При підготовці вторгнення повітряні операції проти японських аеродромів і транспортних артерій мали розпочатися перед капітуляцією Японії.

### Наземна загроза
Протягом квітня, травня і червня розвідка Союзників отримувала дані про зміцнення японських сухопутних сил, в тому числі поява п'яти додаткових дивізій на Кюсю, проявляючи до такого роду даних особливий інтерес і чекаючи, що до листопада загальна чисельність військ на Кюсю досягне близько 350 000 військовослужбовців. Це змінилося в липні, коли було виявлено появу чотирьох нових дивізій і отримана інформація про очікуване збільшення їх числа. В серпні вже налічувалося до 600 000 солдат, і криптоаналіз Меджік ідентифікував дев'ять дивізій у південному Кюсю — в три рази менше дійсної кількості. Фактично це було серйозною недооцінкою японських сил; дивись вище. Оціночна чисельність військ на початку липня вже була 350 000, а на початку серпня виросла до 545 000.
 Дані розвідки про японські приготуваннях на Кюсю, що з'явилися в середині липня, сильно шокували Тихоокеанське командування і Вашингтон. 29 липня Шеф розвідки МакАртура, генерал-майор Чарльз Е.Віллогбі … зазначав, що спочатку в квітні передбачалося, що японці здатні розгорнути шість дивізій на Кюсю, тоді як насправді могли розгорнути десять . "Ці шість дивізій вже у них з'явилися, як і передбачалося, " зауважив він, «і кінця ще не видно.» Якщо не перевірити, то їх сили загрожують "вирости до відношення один до одного до наступаючих, що не відповідає рецепту перемоги . " 
Збільшення чисельності японських сухопутних сил на Кюсю змусило американських військових планувальників, особливо генерала Джорджа Маршалла, розглянути внесення серйозних змін в  Олімпік  або замінити на інший план вторгнення.

### Хімічна і ядерна зброя
У зв'язку з передбачуваністю напрямів вітрів і деякими іншими чинниками Японія була особливо вразлива перед хімічними атаками. Такі атаки могли б нейтралізувати японську тактику використання печер і тунелів — підземні споруди могли б тільки посилити вразливість солдат від газу.
Незважаючи на те, що хімічна зброя було заборонено Женевською конвенцією, ні США, ні Японія на той момент не підписали її. США, тим не менш, не застосовували газову зброю, але Японія раніше у війні використовувала газ проти китайців.
 Побоювання відповіді японців [з використанням хімічної зброї] зменшилися, тому що наприкінці війни японці вже не мали можливостей використовувати авіацію або далекобійну артилерію для доставки хімічної зброї. У 1944 році Ультра виявила, що японці тривожаться щодо своєї здатності використовувати хімічну зброю проти США. 'Повинні бути вжиті всі запобіжні заходи, щоб не дати приводу застосувати газ,' попереджувалися командувачі. Таким чином, японські лідери були вельми стурбовані тим, щоб уникнути тактичного застосування газу на Японських островах, щоб не дати привід до ескалації. 
За наказом Маршалла генерал-майор Джон Едвін Халл вивчав можливість тактичного застосування ядерної зброї для вторгнення на Японські острови (навіть після скидання двох стратегічних атомних бомб на Японію Маршалл не думав, що японці негайно капітулюють). Полковник Лайла Сіман доповідав, що як мінімум сім бомб будуть доступні до дню X, які можна було б скинути на японські війська, що оборонялися. Сіман рекомендував американським сухопутним силам не висаджуватися після скидання бомби «як мінімум у найближчі 48 годин»; ризик радіоактивного зараження ще не був добре вивчений, і такий короткий час після вибуху могло б привести до радіоактивного зараження американських солдатів.

### Альтернативні цілі
Планувальники Об'єднаного штабу, відзначаючи концентрацію японських військ на Кюсю за рахунок ослаблення оборони інших частин Японії, розглядали альтернативні напрямки вторгнення, в тому числі острів Сікоку, північний Хонсю в районі міста Сендай або Омінато — або навіть без попереднього вторгнення відразу наступати безпосередньо на Токіо. Наступ на північний Хонсю мало переваги у вигляді більш слабкою оборони, але ціною відмови від використання літаків наземного базування (крім B-29) з авіабаз Окінави.

### Перспективи «Олімпіка»
Генерал Дуглас Макартур не бачив ніяких причин змінювати плани:
 Я впевнений, що потенціал японської авіації, про який доповідають вам як про що накопичується для протистояння нашої операції  Олімпік , сильно перебільшений. […] Що стосується сухопутних сил […] Я не вірю, […] в міць сил у південному Кюсю, про яку вам доповідають. […] На мою думку, ми не повинні допускати навіть слабкої думки про заміну операції  Олімпік . 
Проте, адмірал Ернест Кінг, Командувач морськими операціями, був готовий офіційно оспорювати вторгнення, підтримуваний адміралом Німіцем, що послужило причиною великої дискусії в уряді США.
 В цей момент ключові переговори йшли між Маршаллом і Труменом. Є надійні свідчення того, що Маршалл залишався прихильником вторгнення аж до 15 серпня. […] Але стримавши особистий внесок Маршала в ухвалення рішення про вторгнення, ми повинні розуміти, що схвалення операції цивільною владою в цілому, і Трумена зокрема, було малоймовірно через високу ціни вторгнення, яка паче не надихала на згоду з боку військових відомств . 
Американцям було невідомо, що в СРСР готувалося вторгнення на Сахалін і Курильські острови, за яким послідувало б вторгнення на слабо захищений Хоккайдо в кінці серпня, що повинно було б чинити тиск на Союзників, які мали б щось зробити раніше листопада. Проте, логістичні можливості СРСР були вкрай слабкі, а військово-морські сили на Тихому Океані поступалися навіть залишкам японським, і, крім того, не мали досвіду океанських десантних операцій — що обмежувало потенціал радянської операції. 15 серпня Японія підписала капітуляцію, в результаті чого питання про вторгнення було зняте.

## Передбачувані жертви
Оскільки військові експерти США вважали, що «операції в цьому районі зустрінуть опір не тільки наявних організованих військових підрозділів Імперії, але і фанатично налаштованого населення», високий рівень втрат вважався неминучим, але ніхто точно не знав наскільки високим він буде. Оцінки, зроблені різними авторами, значно відрізнялися один від одного, так само як і вихідні припущення для таких оцінок. Розрізнялися і цілі, з якими такі оцінки робилися — іноді для захисту плану вторгнення, іноді для його критики. Згодом, ці оцінки використовувалися при обговоренні доцільності атомних бомбардувань Хіросіми і Нагасакі.
Оцінки числа втрат ґрунтувалися на досвіді попередніх кампаній, які аналізувалися з різних точок зору:
- В дослідженні, виконаному ОКНШ в квітні, використовувалися цифри в 7,45 втрат / 1000 людино-днів і 1,78 загиблих / 1000 людино-днів. Виходячи з цього, 90-денний  Олімпік  призвів би до втрат в 456 000 чоловік, включаючи 109 000 загиблих. Якщо б тривалість Коронета склала ще 90 днів, підсумкова цифра втрат склала б 1 200 000 чоловік, включаючи 267 000 загиблих.[37]
- У дослідженні, виконаному співробітниками адмірала Німіца в травні, була отримана оцінка втрат в 49 000 чоловік в перші 30 днів, включаючи 5000 на морі.[38] В дослідженні, виконаному співробітниками генерала Макартура в червні, була отримана оцінка в 23000 втрат в перші 30 днів і 125 000 — після 120 днів.[39] Коли ці цифри були поставлені під сумнів генералом Маршаллом, МакАртур надав нову оцінку втрат в 105 000 чоловік, частково за рахунок віднімання поранених які зможуть повернутися в стрій.[40]
- Під час зустріч 18 червня з Президентом Труменом, Маршалл, використовуючи битву за Лусон (Філіппінської кампанії), як найкращий наявний аналог Олімпіка, оцінив американські втрати в 31 000 чоловік в перші 30 днів (і в кінцевому рахунку в 20 % від японських втрат, що мало на увазі підсумкові втрати в 70 000 чоловік).[41] Адмірал Leahy, беручи за аналог битву за Окінаву, вважав що американські втрати будуть 35 % (маючи на увазі підсумкові втрати в 268 000 чоловік).[42] Адмірал Кінг вважав що втрати в перші 30 днів будуть між Лусон і Окінавою, тобто між 31 000 і 41 000 чоловік.[42]

З усіх цих оцінок, тільки Німіц враховував втрати на морі, хоча дії камікадзе приводили до 1.78 загиблих на кожного камікадзе під час битви за Окінаву, і транспорти з військами при висадці на Кюсю були б набагато більш уразливі.
- Дослідження, яку виконують для військового міністра США Генрі Стімсона, оцінило що американські втрати при завоюванні Японії складуть від 1.7 до 4 мільйонів осіб, включаючи від 400 000 до 800 000 загиблих. Японські втрати при цьому оцінювалися в діапазоні від п'яти до десяти мільйонів осіб. Ключовим припущенням була активна участь цивільного населення в захисті Японії.[44]

Поза урядом, інформовані спостерігачі також робили свої оцінки. Кайл Палмер, військовий кореспондент газети «Лос-Анджелес Таймс», вважав що від півмільйона до мільйона американців загинуть до кінця війни. Герберт Гувер, колишній президент США, в меморандумах, спрямованих Трумену і Стімсону, також оцінював кількість загиблих в діапазоні від 500 000 до 1 000 000, і вважав свої оцінки консервативними; проте невідомо чи обговорював Гувер ці конкретні цифри під час зустрічей з Труменом.
Під час битви за Окінаву, в якій йшли запеклі бої за територію острова, втрати США склали 72 000 чоловік за 82 дні, включаючи 12 510 убитих і зниклих безвісти (це консервативна оцінка, так як вона не включає декілька тисяч солдат, загиблих від отриманих поранень). Площа острова Окінава 464 квадратних милі; захоплення його, таким чином, коштував США 407 загиблих і зниклих безвісти за кожні 10 квадратних миль острова. Якби втрати США при вторгненні в Японію склали, в розрахунку на квадратну милю, всього лише 5 % від окінавських, загальне число загиблих склало б 297 000 чоловік.
Напередодні вторгнення в Японію в США було виготовлено близько 500 000 медалей «Пурпурне серце», які вручаються всім американським військовослужбовцям, які загинули або отримали поранення в результаті дій противника. Аж до теперішнього часу всі американські втрати протягом 60 років з моменту закінчення Другої світової війни — включаючи війни в Кореї і В'єтнамі — не перевищили це число. У 2003 році близько 120 000 цих медалей все ще було в наявності.